# 我家的故事
《我家的故事》（日语：俺の家の話）是從2021年1月22日至3月26日在TBS電視台播放的電視劇，為宮藤官九郎的原創劇本，由長瀨智也主演。
台灣由KKTV、friDay影音同步播出。

## 企劃與製作
將於2021年3月底退出傑尼斯事務所的TOKIO成員長瀨智也，確定主演2020年冬季檔《我家的故事》，編劇為宮藤官九郎，二人繼《池袋西口公園》《虎與龍》《自戀刑警》後，11年來再一次在TBS連續劇合作，也是他離開傑尼斯事務所前最後一部作品。

## 概要
隸屬於弱小摔角團體的職業摔跤手觀山壽一，在能樂師同時也是人類國寶的父親病危之際，壽一回到了20多年沒聯絡的老家，父親神奇地撿回一條命。父親卻表示要把財留給年輕的看護，圍繞看護和遺產繼承問題，與家人和神秘的女性看護展開了鬥爭。

## 演員陣容

### 主要人物
- 觀山寿一 - 長瀨智也、正垣湊都（幼年）、武藤悠真（青少年）

主角。已過巔峰期的職業摔角手，Blizzard壽。出道時是偶像摔角手，拿手絕活是壽字固定和暴雪手刀。為了照顧作為人間國寶能樂師的父親壽三郎而退役，也因此捲入遺產繼承問題的鬥爭當中。
- 志田櫻 - 戶田惠梨香[3]

安寧森友會護理助理。
壽三郎的未婚妻，壽三郎宣佈將所有財產交給她。因為不是護理員，所以不能進行身體接觸的照護。

### 觀山家
扮演能劇主角的流派，日本只有五個，觀山流是其中一個。
- 觀山寿三郎 - 西田敏行

人間國寶能樂師。壽一的父親。第二十七代觀山流宗家。
- 觀山寿限無 - 桐谷健太、嶺岸煌櫻（幼年）、林卓（青年）

壽三郎的能樂大弟子兼養子。
- 觀山踊介 - 永山絢斗、原田幸明（幼年）

壽一的弟弟。律師。
- 長田舞 - 江口德子、前田織音（幼年）、和根崎颯美（國中）

觀山家長女。壽一的妹妹。升學補習班老師。

### 三多摩摔角
- 堀 - 三宅弘城

三多摩摔角會長。
- 長州力 - 長州力[4]

職業摔角手。長州力本人。
- - 勝村周一朗[4]

職業摔角手。
- Pretty原（プリティ原） - 井之脇海

摔角手。

### 與壽一有關的人
- 觀山秀生 - 羽村仁成（小傑尼斯）

壽一的兒子。
- 由香（ユカ） - 平岩紙

壽一的前妻。

### 長田家
- O・S・D - 秋山龍次

舞的丈夫。自稱O・S・D
“前”嘻哈歌手，現在自肅中。在東京都內有四間拉麵店。
- 長田舞 - 江口德子

- 長田大州 - 道枝駿佑

舞的兒子。

### 日間照護中心「安寧森友會」
- 末廣涼一 - 荒川良良

照護管理專員。

### 各集登場人物

#### 第1集
- 管家·小池谷 - 尾美利德

觀山家的管家。年輕時病逝了。因為宗家拜託娶了榮枝，自己本來也喜歡她。
壽限無戶籍上的父親。雖然是戶籍上的，但因為是壽限無的父親，所以當壽限無和壽一搗蛋的時候，只是口頭提醒壽一而已，但是嚴格對待壽限無。
- 摔角場主持人 - 岩井秀人（日语：岩井秀人）

在壽一的出道戰中，因為看不懂原本的名字Bruiser壽一，而介紹為Blizzard壽，就這樣定下來了。
- 上班族 - 須藤公一

在商業街喝醉酒和同事在一起走路的時候看到了Blizzard壽，於是要求握手。但Blizzard壽在看望完病危父親回家的路上，一直心不在焉，忽視了他。
- 能＜羽衣＞

表演＜羽衣＞的能樂師們：北浪貴裕、馬野正基、長山佳三、小早川泰輝、望月拓也、柄本龍杜、村瀨堤、村瀨慧、矢野昌平、藤田貴寬、田邊恭資、原岡一之、梶谷英樹。
- 裁判 - 木曽大介

裁判。
- 場內廣播員 - 野中美智子

聲音出演。
- 三多摩摔角的職業摔角手 - 翔太、勝俣瞬馬、中村圭吾

三多摩摔角的職業摔角手們。

#### 第2集
- Pretty原的女朋友 - かなで（日语：かなで）

Pretty原的小胖女友。
- 堀井 - 伊藤修子（日语：伊藤修子）

特教學校的女教師。
- 早川トオル - 前原滉

由香的交往對象。
- 池内新之介 - 牧村泉三郎

志田櫻第一個負責照顧的老人家。

#### 第3集
- 武藤敬司 - 武藤敬司、蝶野正洋 - 蝶野正洋[5]

武藤敬司本人和蝶野正洋本人。與長州力、堀會長、Pretty原一起去觀山家邀請壽一重返職業摔角世界，拯救三多摩摔角的經營持續惡化。當壽一以SUPER世阿彌MACHINE的身份重返，兩人一同解說他的出道戰。

#### 第4集
- 菅原榮枝 - 美保純

壽限無的母親。以前在觀山家當過女傭。在壽一母親帶著剛出生的壽一回娘家的時候，年輕氣盛的壽三郎撲倒了年輕女傭，懷上了壽限無。壽一母親不承認壽限無，於是拜託管家小池谷迎娶榮枝。壽限無小學一年級的時候榮枝讓他來觀山家開始拜師學習能劇。

#### 第5集
- 大迫 - 小松和重

壽三郎的主治醫生。
- 望月千春 - 田中美奈實

十年前壽三郎去義大利演出時的隨行口譯，稱呼壽三郎為“Judi”。

#### 第6集
- 豆千代 - 池津祥子

原新橋的藝伎。壽三郎的昔日交往女性之一。稱呼壽三郎「JUNE」。
- 川千真弓 - 紫吹淳

原看護師。現在福島一間溫泉旅館的老闆娘。壽三郎在壽一母親死後認真考慮過要再婚的對象。稱呼壽三郎「JUMANJI」。
- 隆隆史 - 阿部貞夫

#### 第7集
- 玉川マリ子 - 峯村リエ

爭奪秀生的監護權時，由香聘請的女律師。
- 犯人 - 一條恭輔

假裝體驗能劇課程，潛入觀山家盜取昂貴的面具和裝束。

#### 第8集
- 加藤隆太郎 - 佐藤隆太[6]

整形外科醫生。
- 看護師 - 矢澤心[7]

負責由香的分娩。

#### 第9集
- 觀山萬壽 - 室剛[8]

觀山流分家的當主。
- 鬼塚高吉 - 塚本高史[9]

殯儀館「甜蜜回憶」的職員。

#### 第10集
- 藤田ニコル - 藤田妮可[10]

壽一和壽三郎在去母親的忌日掃墓完歸途的時候，壽三郎偶爾在麵包店門口看見藤田ニコル。
- 能〈隅田川〉 - 福王和之、矢野昌平、伊藤嘉章、古室知也、長山桂三、大倉榮太郎、田邊恭資、栗林佑介

表演能劇隅田川的能樂師們

## 劇中使用曲
- 入場曲：松任谷由實〈BLIZZARD〉
- 第三集插曲：生存者〈Eye of the Tiger〉

## 製作人員
- 編劇：宮藤官九郎
- 配樂：河野伸（日语：河野伸）
- 導演：金子文紀、山室大輔、福田亮介
- 總製作人：磯山晶
- 製作人：勝野逸未、佐藤敦司
- 介護監修：笹塚恭一（NPO日本外出支援專門員協會）
- 醫療監修：熊﨑博一（國立精神·神經醫療研究中心（日语：国立精神・神経医療研究センター））
- 能樂指導：浅見慈一（觀世流（日语：観世流） 能劇）
- 職業摔角監修：木獸大介、勝村周一朗、翔太（ガンバレ☆プロレス）
- 製作：TBS SPARKLE、TBS電視台

## 播出日程
| 集數                                                    | 播出日期 | 標題                                  | 導演     | 收視率 | 備註             |
| ------------------------------------------------------- | -------- | ------------------------------------- | -------- | ------ | ---------------- |
| 第1話                                                   | 1月22日  |                                       | 金子文紀 | 11.5%  | 初回加長15分鐘   |
| 第2話                                                   | 1月29日  | 後継者決定の舞い! 魔性ヘルパーの正体  | 金子文紀 | 9.7%   |                  |
| 第3話                                                   | 2月5日   | 親バレ厳禁!! 覆面レスラーでリング復帰 | 山室大輔 | 8.9%   |                  |
| 第4話                                                   | 2月12日  | 家族全員大ショック くそジジイの告白   | 山室大輔 | 8.2%   |                  |
| 第5話                                                   | 2月19日  | 恋と反抗期が渋滞!? 目指せ!家族旅行!   | 福田亮介 | 9.7%   |                  |
| 第6話                                                   | 2月26日  | 最低で最高の家族旅行!! 涙の記念写真!! | 福田亮介 | 8.5%   |                  |
| 第7話                                                   | 3月5日   | 世界一かっこいい! ぼくのお父さん      | 金子文紀 | 9.3%   |                  |
| 第8話                                                   | 3月12日  | 仁義なき家族バトル 親父、涙の終活宣言 | 山室大輔 | 8.3%   |                  |
| 第9話                                                   | 3月19日  | ぜあっ! 家族パワーで奇跡を呼ぶぜ!!    | 福田亮介 | 7.7%   |                  |
| 最終話                                                  | 3月26日  | 最後に皆さん、家族を大切に! ぜあ!     | 金子文紀 | 10.2%  | 最終回加長15分鐘 |
| 平均收視率 9.2%（收視率由Video Research於關東地區統計） |          |                                       |          |        |                  |

## 得獎紀錄
- 第58回銀河賞優秀賞（2020年度）[21]

## 外部連結
- 官方網站（页面存档备份，存于） （日語）
- 我家的故事的X（前Twitter）（日語）

| 日本 TBS電視台 TBS週五連續劇                    | 日本 TBS電視台 TBS週五連續劇                | 日本 TBS電視台 TBS週五連續劇 |
| ----------------------------------------------- | ------------------------------------------- | ---------------------------- |
|                                                 | 我家的故事 （2021年1月22日－2021年3月26日） |                              |
| 戀愛的母親們 （2020年10月23日－2020年12月18日） | 離婚活動 （2021年4月16日－2020年6月18日）   |                              |

| 台灣 緯來日本台 週一至週五22:00~23:00                   | 台灣 緯來日本台 週一至週五22:00~23:00      | 台灣 緯來日本台 週一至週五22:00~23:00 |
| ------------------------------------------------------- | ------------------------------------------ | ------------------------------------- |
|                                                         | 我家的故事 （2021年5月19日－2021年6月1日） |                                       |
| 天國與地獄～瘋狂的2人～ （2021年5月5日－2021年5月18日） | 命運和果子 （2021年6月2日－2021年6月15日） |                                       |